# فرناندو دا کروز
فرناندو دا کروز (انگلیسی: Fernando Da Cruz؛ زادهٔ ۲۵ اکتبر ۱۹۷۲) بازیکن فوتبال اهل فرانسه است.
وی همچنین در تیم ملی فوتبال France Futsal بازی کرده‌است.